# Evelyne Crochet
Evelyne Crochet (1934, París) es una pianista franco-americana.

## Biografía
Evelyne Crochet nació en París en 1934, donde estudió con Yvonne Lefébure y Nadia Boulanger en el Conservatorio de música de Piano. En 1953 ganó el primer Premio del Conservatorio. Tras graduarse recibió formación pianística de Edwin Fischer y Rudolf Serkin. En el Concurso Internacional en Ginebra en 1956, ganó el primer Premio y en el Concurso Chaikovski en Moscú en 1958, fue una de las premiadas. En Berna Rudolf Serkin escuchó su interpretación y la invitó como estudiante en sus clases magistrales. Crochet aceptó la oferta y se estableció en 1958 permanentemente en los Estados Unidos. Como solista, viajó a muchos salas de conciertos de países de América y Europa, entre otras, el Carnegie Hall en Nueva York, el Symphony Hall de Boston, el Orchestra Hall de Chicago, el Royal Festival Hall de Londres, el Concertgebouw de Ámsterdam y el Wiener Konzerthaus de Viena. Trabajó muchos años con la Orquesta Sinfónica de Boston, pero ofreció conciertos también de muchas otras importantes Orquestas en Alemania, entre otros, con la Orquesta Sinfónica de la Radio de Baviera y de la NDR Radiophilharmonie. Como profesora en diferentes universidades de Estados Unidos trabajó en Universidad Brandeis, la Universidad de Rutgers, Universidad de Boston, Georgia State University y en el New England Conservatory de Boston).
Su repertorio consta de tres siglos, desde el Barroco hasta la actualidad. Grabó una integral de la música para piano de Gabriel Fauré, y en 2006 la El clave bien temperado Parte I y II en CD. El crítico Richard Dyer comparó en el Boston Globe, de su interpretación de El Clave con la de Daniel Barenboim y Vladimir Ashkenazi y la definió como «la más satisfactoria» de todas las interpretaciones contemporáneas («... the most completely satisfying ...»).

## Familia
Tiene un hijo, Rafael, y es tía del famoso artista francés Axel Bauer.